# Gazzetta dei Piccoli
La Gazzetta dei Piccoli è stato un periodico settimanale per ragazzi edito dalla Gazzetta del Popolo di Torino, pubblicato dal 1945 al 1950.

## Storia
La Gazzetta dei Piccoli nacque nel 1945 sul modello del Corriere dei Piccoli, il settimanale edito dal Corriere della Sera, e fu attiva dal 15 dicembre 1945 al 25 giugno 1950. Direttrice responsabile fu l'illustratrice Paola Bologna. I primi numeri avevano otto pagine di formato 29x43; dal 1947 le pagine furono venti, di cui sedici a colori, di formato 29x35 e il costo di ogni numero era di 20 lire. Il contenuto del settimanale era costituito prevalentemente da brevi testi e vignette di genere prevalentemente umoristico. Per esempio, Giovan Battista Carpi vi disegnò Sparagrosso, Cacciatore in Africa. Il periodico cessò le pubblicazioni nel giugno 1950 e fu sostituito da un inserto settimanale allegato al numero del giovedì della «Gazzetta del Popolo» curato sempre da Paola Bologna.

## Titoli
- 01 - ARCHIBUGIO GASPARONE (Mario Tonarelli)
- dal n. 24 (16.06.46) al n. 13 (28.03.48)
- 02 - ARCIFREGOLI (Virginio Rosa/Vero)
- dal n. 18 (30.04.50) al n. 26 (25.06.50)
- 03 - BEGNAMINO FOTOLO’ (Andrea Bologna)
- dal n. 11 (17.11.46) al n. 23 (04.06.50)
- 04 - BERIL Genietto Poliziotto (Mario Chiereghin)
- dal n. 44 (03.11.46) al n. 50 (15.12.46)
- 05 - DANI, DINA E PIO (Patra)
- dal n. 11 (17.11.46) al n. 14 (07.04.46)
- 06 - LA FAMIGLIA FANTASMINI (Mario Tonarelli)
- dal n. 8 (24.02.46) al n. 11 (12.03.50)
- 07 - LA FAMIGLIA PENTOLO’
- dal n. 10 (10.03.46) al n. n. 14 (07.04.46)